# Sebastiano Nicotra
Sebastiano Nicotra (* 31. August 1855 in Giarre, Provinz Catania, Italien; † 21. Mai 1929) war ein römisch-katholischer Erzbischof und Diplomat des Heiligen Stuhls.

## Leben
Sebastiano Nicotra empfing am 21. Dezember 1878 das Sakrament der Priesterweihe.
Am 18. Dezember 1916 ernannte ihn Papst Benedikt XV. zum Titularerzbischof von Heraclea in Europa und bestellte ihn zum Apostolischen Nuntius in Chile. Benedikt XV. spendete ihm am 6. Januar 1917 die Bischofsweihe; Mitkonsekratoren waren der Päpstliche Almosenier, Kurienerzbischof Giovanni Nasalli Rocca di Corneliano, und der Sakristan des Papstes, Kurienbischof Agostino Zampini OSA.
Am 1. Oktober 1918 ernannte ihn Benedikt XV. zum Apostolischen Nuntius in Belgien und am 30. November desselben Jahres zudem zum Apostolischen Internuntius in Luxemburg und in den Niederlanden. Sebastiano Nicotra wurde am 30. Mai 1923 Apostolischer Nuntius in Portugal.
Am 16. Mai 1928 trat Nicotra als Apostolischer Nuntius in Portugal zurück.